# Salvatore Foti
Salvatore Foti (ur. 8 sierpnia 1988 w Palermo) – włoski piłkarz występujący na pozycji napastnika.

## Kariera klubowa
Salvatore swoje pierwsze kroki stawiał w juniorskich drużynach Venezii. Zawodową karierę rozpoczynał w drużynie Sampdorii, skąd wypożyczany był do grających w Serie B: Vicenzy i Messiny. Kolejnym klubem tego zawodnika było Udinese Calcio. Nie zagrzał tam miejsca na długo i po wypożyczeniu do Treviso powrócił do Sampdorii. Od 6 stycznia 2010 do końca sezonu Foti przebywał na wypożyczeniu w Piacenzy.

## Kariera reprezentacyjna
Zawodnik rozegrał 25 spotkań w młodzieżowych drużynach reprezentacji Włoch i zdobył w nich 10 bramek.